# Lauren Schneider
Pour les articles homonymes, voir Schneider.
Lauren Schneider, née le 27 décembre 1979, est une actrice américaine.

## Biographie
Après un début de carrière en tant qu'actrice, elle se lance ensuite dans la production et la réalisation cinématographique.

## Filmographie
Comme actrice
- 2004 : In the Garden (court métrage) : Cindy
- 2005 : Among Brothers : Jennifer
- 2005 : The Rest of Your Life : Alex
- 2008 : Wrestling : Carrie Masters
- 2010 : Red White & Blue : Sarah
- 2010 : Walter (court métrage) : Kendall
- 2011 : Creature : Karen
- 2011 : Stretched (série télévisée) : la fille sexy
- 2012 : Summer (court métrage) : April
- 2013 : Another Stupid Day (court métrage) : Jillian
- 2013 : Somewhere Slow : Julie
- 2013 : Expecting : Hot Girl
- 2014 : The Amateur : Emily

Comme productrice
- 2013 : Another Stupid Day (court métrage)
- 2014 : The Amateur
- 2018 : The Trees
- 2018 : Build Better People (court métrage documentaire)

Comme réalisatrice
- 2018 : Build Better People (court métrage documentaire)

Comme monteuse
- 2018 : Build Better People (court métrage documentaire)